# 断魚渓

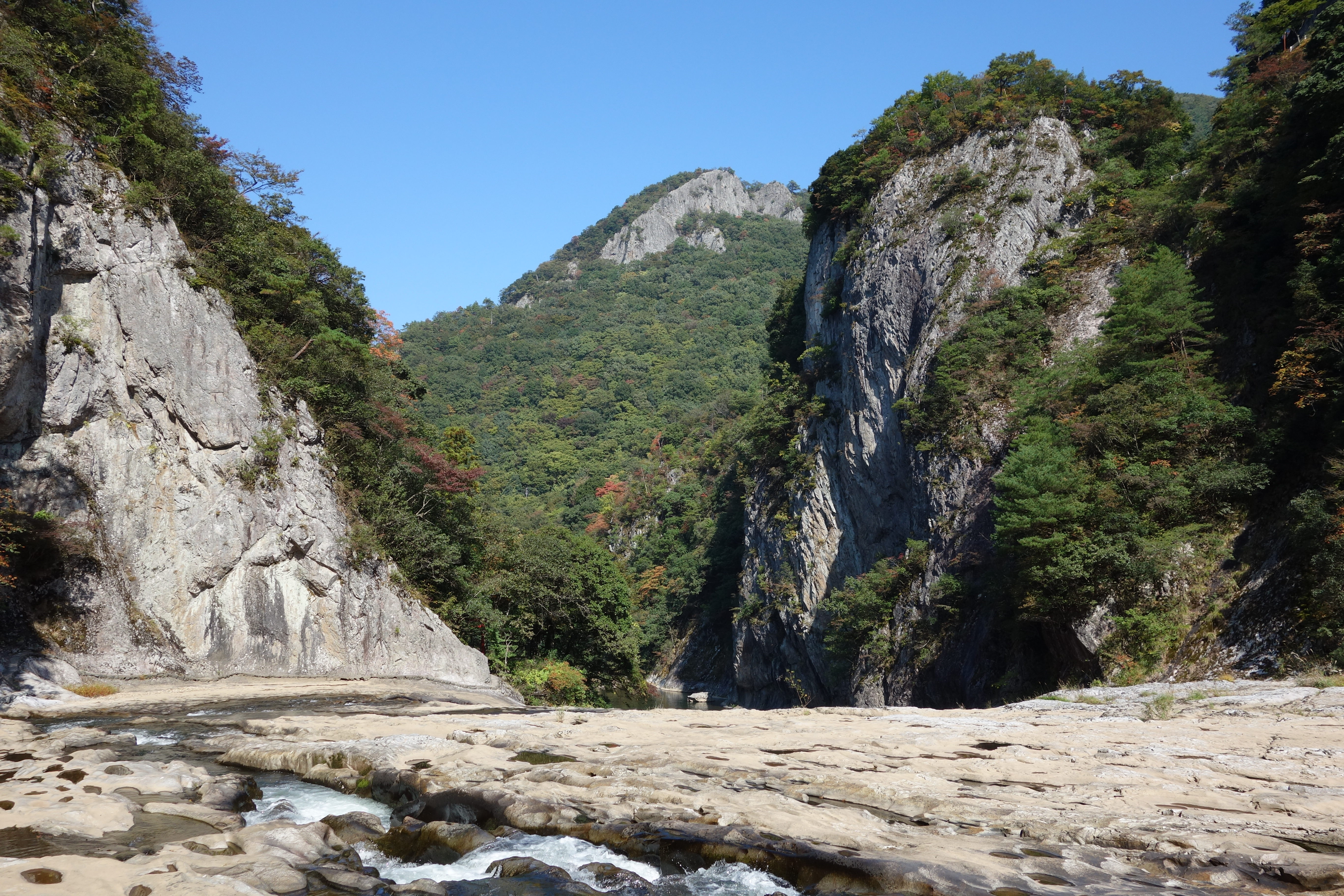
断魚渓 2012年10月撮影

断魚渓（だんぎょけい）は、島根県邑南町（旧石見町）に位置する渓谷である。
江の川の支流、濁川上流約4キロメートルにわたる渓流で、流紋岩を浸食して形成された。高低差は100メートルほどで、渓流の間には目立った滝はないが、谷底に露出している千畳敷という名の岩盤には自然の摂理による水路、岩樋川が通る。断魚渓という名は下流の神楽淵にある断魚の淵にちなんでおり、鮎の遡上を遮ることから名付けられた。
嫁ガ淵、通仙橋、千畳敷、神楽淵など24の景勝地があり、散策路が設けられている。
漢学者の野田慎（1844年-1899年）が断魚渓の24の景観を「断魚渓二十四景」と定めた。野田が編集した『断魚渓題詠集』は、断魚渓の名を世に広めたとNHKはいう。
1935年には国の名勝に指定されており、江川水系県立自然公園の指定区域である。